# Handebol nos Jogos Pan-Americanos de 1987

O Handebol nos Jogos Pan-Americanos dos Jogos Pan-americanos de 1987 foi a 1º edição do Handebol em Jogos Pan-americanos, aconteceu de 9 de agosto a 17 de agosto em Indianapolis, Estados Unidos. A competição estreou em nível masculino e feminino.

## Masculino

### Classificação
| Final | Time           |
| ----- | -------------- |
| 1.    | Estados Unidos |
| 2.    | Cuba           |
| 3.    | Brasil         |
| 4.    | Canadá         |
| 5.    | Argentina      |

## Feminino

### Final
| Classficação | Time           |
| ------------ | -------------- |
| 1.           | Estados Unidos |
| 2.           | Canadá         |
| 3.           | Brasil         |
| 4.           | Cuba           |
| 5.           | Argentina      |

## Quadro de Medalhas
| Lugar | Nação  |   |   |   | Total |
| ----- | ------ | - | - | - | ----- |
| 1     | EUA    | 2 | 0 | 0 | 2     |
| 2     | Canadá | 0 | 1 | 0 | 1     |
|       | Cubá   | 0 | 1 | 0 | 1     |
| 4     | Brasil | 0 | 0 | 2 | 2     |
| Total | Total  | 2 | 2 | 2 | 6     |